# Rönnspirea
Rönnspirea (Sorbaria sorbifolia) är en art i familjen rosväxter och förekommer från Sibirien till nordöstra Asien och Japan.
Två varieteter erkänns ibland:
- var. sorbifolia bladundersidor mer eller mindre kala. Hela utbredningsområdet.
- var. stellipila - bladundersidor med täta stjärnhår. Norra Kina och Korea.

## Synonymer
subsp. sorbifolia
- Basilima sorbifolia (L.) Raf.
- Schizonotus sorbifolius (L.) Lindl. ex Wall.
- Sorbaria alpina Dippel
- Spiraea pinnata Moench nom. illeg.
- Spiraea sorbifolia L.

subsp. stellipila Maximowicz,
- Sorbaria stellipila (Maximowicz) C.K.Schneider